# Stenothyra polita
Stenothyra polita е вид охлюв от семейство Stenothyridae. Видът не е застрашен от изчезване.

## Разпространение
Разпространен е във Виетнам, Индонезия (Ява), Малайзия (Западна Малайзия), Тайланд, Филипини и Шри Ланка.